# Stanisław Borysowski
Stanisław Emil Borysowski (ur. 2 stycznia 1906 we Lwowie, zm. 1 maja 1988 w Toruniu) – polski malarz, grafik, rysownik, długoletni kierownik Katedry Malarstwa Dekoracyjnego na Uniwersytecie Mikołaja Kopernika w Toruniu.

## Życiorys

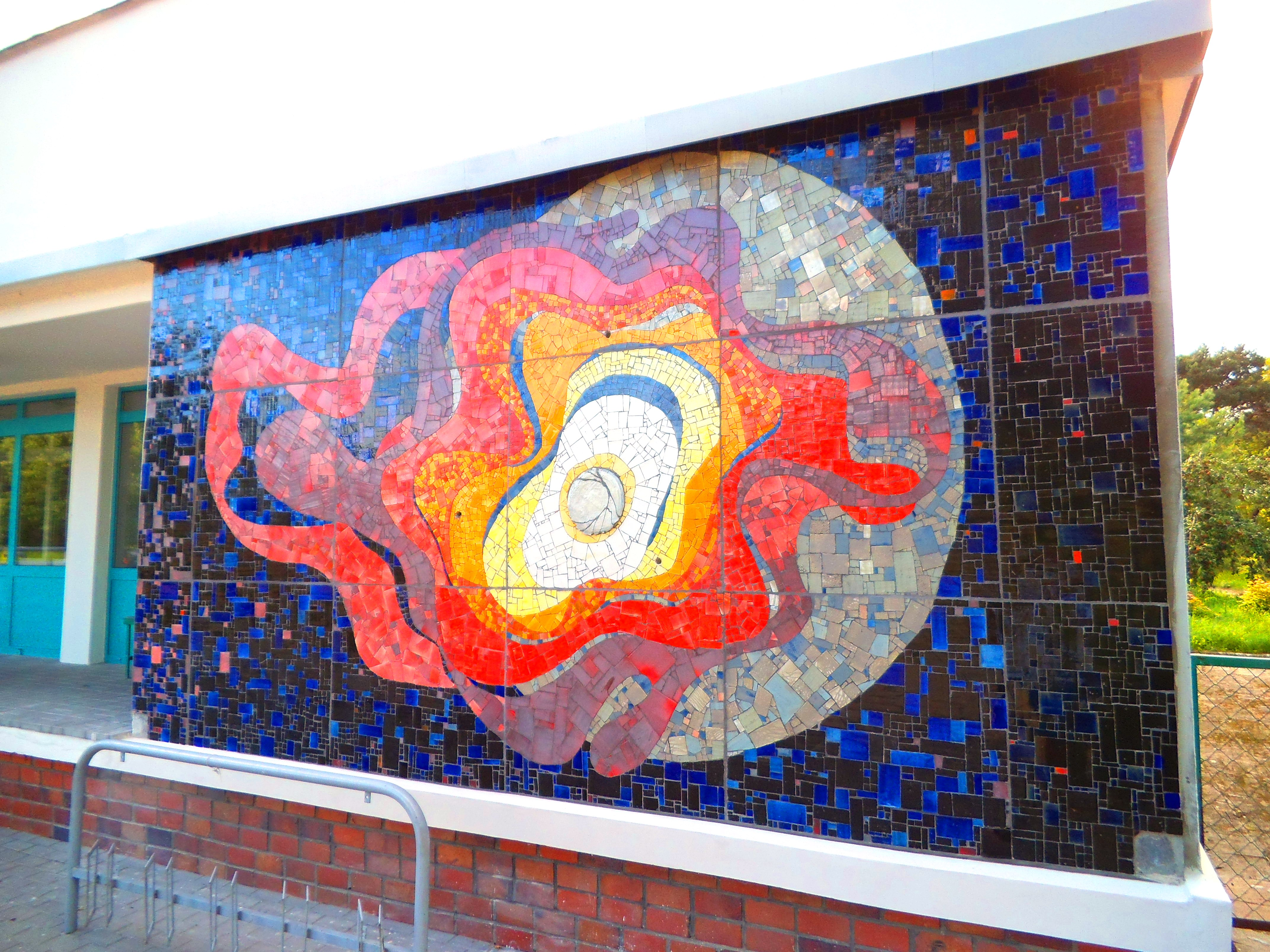
Mozaika na wschodniej elewacji budynku Akademickiej Przychodni Lekarskiej Uniwersytetu Mikołaja Kopernika w Toruniu. Mozaika wykonana z okazji rocznicy kopernikańskiej

Studiował w latach 1926–1933 w krakowskiej Akademii Sztuk Pięknych w pracowni Władysława Jarockiego, Ignacego Pieńkowskiego i Teodora Axentowicza. W 1933 roku wyjechał na studia do Paryża, gdzie studiował w pracowni Józefa Pankiewicza. W 1945 roku podjął pracę jako asystent w Akademii Sztuk Pięknych w Krakowie. W 1948 roku wstąpił do PZPR. Od 16 listopada 1946 roku profesor malarstwa na Wydziale Sztuk Pięknych Uniwersytetu Mikołaja Kopernika w Toruniu; w 1969 roku dyrektor Instytutu Artystyczno-Pedagogicznego, a od 1952 roku także wykładowca w Państwowej Wyższej Szkole Sztuk Pięknych w Sopocie i w Gdańsku. W latach 1954–1967 dziekan Wydziału Malarstwa. Współzałożyciel stowarzyszenia „Grupa Toruńska”. W latach 1950–1957 związany z Państwową Wyższą Szkołą Sztuk Pięknych w Łodzi, w której pełnił funkcję rektora, prowadził Pracownię rysunku perspektywicznego i odręcznego.

## Ordery i odznaczenia
- Krzyż Oficerski Orderu Odrodzenia Polski[5]
- Krzyż Kawalerski Orderu Odrodzenia Polski[5]
- Order Sztandaru Pracy II klasy[5]
- Złoty Krzyż Zasługi[5]
- Medal 10-lecia Polski Ludowej[5]
- Medal 30-lecia Polski Ludowej[5]
- Medal Komisji Edukacji Narodowej[5]
- Zasłużony Nauczyciel PRL[3].